# كريستيان هاينريش فولكه
كريستيان هاينريش فولكه Christian Heinrich Wolke (1741 – 1825) ينحدر أصله من ييفر وكان معلما في التربية الإصلاحية (ديساو) من عام 1774 إلى 1784 وهو واحد من المؤسسات التعليمية الشهيرة، وقد أداره هو ويوهان بيرنهارد بازيدوف. وكان واحدا من أبرز التربويين في عصر التنوير.
وهو صاحب الرأي بضرورة إنشاء حجرة لتعليم التفكير Denklehrzimmer للأطفال الصغار. ولم يتم تنفيذ الرأي حينها، ولكن اليوم يستطيع المرء أن يرى مثل تلك الحجرة كبناء تابع في متحف القصر ريكان Reckahn. ويوجد هناك أدراج وفتحات للرؤية مهمتها أن تؤدي إلى اكتشاف الذات. كما يوجد هناك نماذج أصلية من مجموعة الأدوات التعليمية في ديساو، والتي استخدمها بازيدوف في توضيح وعرض قوانين الطبيعة.